# 최태봉
최태봉(崔泰鳳, 일본식 이름: 高山泰鳳다카야마 다호, 1896년 3월 ~ ?)은 일제강점기의 관료로, 본적은 평안남도 평양이다.

## 생애
1915년 도로부지용 토지를 기부한 대가로 조선총독부로부터 목배 1조를 받았다. 1916년 평양고등보통학교를 졸업한 뒤 같은 해 12월에 실시된 판임관견습시험에 합격했고, 1919년 6월부터 1920년까지 평안남도 평원군 서기로 근무했다. 1921년부터 1936년까지 평안남도 평원군 속(屬, 1921년), 중화군 속(1922년 ~ 1927년), 진남포부 속(1927년 11월 ~ 1929년), 강서군 속(1930년 ~ 1932년), 평원군 속(1933년 ~ 1935년), 평안남도 내무부 산림과 속(1935년 10월 ~ 1936년)으로 근무했으며, 1932년 10월 1일 일본 정부로부터 조선 쇼와 5년 국세조사기념장, 1936년 10월 5일 훈8등 서보장을 받았다.
1936년 10월 28일 평안남도 맹산군수, 1938년 7월 19일 평안남도 용강군수로 임명되었으며, 1938년 맹산산업조합장을 역임했다. 평안남도 맹산군수와 용강군수 재직 시절 국방사상 보급 및 선전, 시국강연회 개최, 군용물자 조달 및 공출, 국방헌금 모금, 국채 소화 및 저축 장려, 군인 및 유가족 위문에 관한 업무를 수행했고, 1938년 1월 14일 일본 정부로부터 훈7등 서보장, 1940년 1월 15일 훈6등 서보장을 받았다.
1940년 4월 29일 중일 전쟁에 협력한 공로를 인정받아 일본 정부로부터 훈6등 단광욱일장을 받았으며, 1945년 광복 때까지 고등관 5등과 종6위에 서위되었다. 1941년부터 1945년까지 평안남도 강서군수(1941년 3월 31일 임명), 평안남도 평원군수(1944년 2월 7일 임명), 평안남도 중화군수(1945년 6월 7일 임명)를 차례로 역임했고, 1942년 6월 일본적십자사로부터 유공장을 받았다.
민족문제연구소의 친일인명사전 수록자 명단의 관료 부문, 친일반민족행위진상규명위원회가 발표한 친일반민족행위 705인 명단에 포함되었다.

## 참고 문헌
- 친일반민족행위진상규명위원회 (2009). 〈최태봉〉. 《친일반민족행위진상규명 보고서 Ⅳ-18》. 서울. 508~514쪽.